# Malayemys
Malayemys Lindholm, 1931 è un genere della famiglia dei Geoemididi. Le tartarughe ad esso ascritte sono originarie dell'Asia sud-orientale.

## Tassonomia
Comprende le seguenti specie:
- Malayemys isan Sumontha, Brophy, Kunya, Wiboonatthapol & Pauwels, 2016 -
- Malayemys macrocephala (Gray, 1859) - tartaruga mangia-chiocciole della Malesia
- Malayemys subtrijuga (Schweigger, 1812) - tartaruga mangia-chiocciole del Mekong